# Прохідна піч
Прохідна́ піч або піч непере́рвної дії (англ. continuous type furnace) — промислова піч, в якій заготовки (вироби), що обробляються, переміщаються крізь робочий простір з допомогою рольгангів, конвеєрів, штовхачів тощо. В прохідній печі заготовки нагрівають перед обробкою тиском, здійснюється випалення керамічних і металевих емальованих виробів.

## Класифікація
Прохідні печі класифікують за методами транспортування предметів обробки:
- проштовхуванням — штовхальна піч, тунельна піч;
- рух пічним рольгангом — піч з роликовим подом, секційна піч швидкісного нагрівання;
- переміщення на рухомих балках — піч з крокуючим подом;
- переміщення на пічному конвеєрі — конвеєрна піч;
- переміщення на обертовому поді — кільцева піч тощо.

Експлуатують прохідні печі на електричному струмі, рідкому чи газоподібному паливі. Ширина робочого простору печі здебільшого 1…6, іноді — до 25 м, висота — 1…2, довжина — до 250 м. Температура в ньому може становити понад 1000 °C.

## Характеристики та конструктивні особливості
Питома тривалість нагрівання у прохідних печах (крім секційних) за температур нагрівання 700…1150 °C становить 10—15 хв на 1 см товщини виробу, який нагрівається, а в секційних печах 1—3 хв/см. Теплова потужність прохідних печей на 1 м² площі поду за температури нагрівання до 300 °C сягає 200 кВт, а при вищій температурі до 300 кВт.
Тепловий режим прохідної печі є постійним за часом і змінний за довжиною печі. Температурний режим: однакова температура в кожному поперечному перетині, а за довжиною печі — або однакова, або змінна. Прохідні печі обігрівають численними порівняно невеликими джерелами тепла, розташованими головним чином на подовжніх стінах, а в ряді випадків на склепінні та черені. При опалюванні газом й нагріванні виробів до температури понад 700 °C або мазутом при нагріванні вище за 1000 °C паливо спалюють безпосередньо в робочому просторі печі. За потреби високотемпературного нагрівання газом з низькою теплотою згорання застосовують підігрівання газу або повітря. Низькотемпературні прохідні печі обігрівають, спалюючи газ або мазут в бічних чи підчереневих топках або над проміжним ґратчастим склепінням із спрямуванням продуктів повного згорання у робочий простір печі. Для досягнення високої рівномірності нагріву та підвищення ККД печі застосовують рециркуляцію продуктів згоряння. Прохідні печі з атмосферою контрольованого складу або печі, у яких вироби не повинні стикатися з продуктами згорання палива, обігрівання здійснюють радіаційними трубами або електронагрівниками опору.